# Corrupt and Illegal Practices Prevention Act 1883
Le Corrupt and Illegal Practices Prevention Act 1883 (« Loi de 1883 de prévention de la corruption et des pratiques illégales ») est une loi du Parlement britannique. Dans la continuité de la politique de l'époque, qui tend à émanciper les électeurs de l'intimidation des propriétaires terriens et des politiciens, la loi criminalise la tentative de payer les électeurs, et donne une limite aux frais de campagne électorale des candidats.

## Historique
Malgré le Ballot Act 1872 (en), le second ministère de William Ewart Gladstone (1880-1885) sait que certaines mesures sont requises pour éradiquer l'intimidation et la corruption au cours des élections. La loi exige que les dépenses des candidats soient publiées et que l'argent que l'on peut dépenser dans les « campagnes politiques » soit limité. Elle régule également le comportement des candidats au Parlement, limitant strictement leurs dépenses. La limite est placée à 710 £ pour les 2000 premiers votants dans la circonscription électorale, puis 40 £ pour chaque millier d'électeurs supplémentaire. 
Chaque candidat doit désigner un et un seul responsable de campagne (bien que, dans des circonstances exceptionnelles, un candidat peut demander au Parlement de déroger à cette règle). Des comptes rigoureux doivent être tenus pour s'assurer que les dépenses ne sont pas dépassées. Cette loi est prévue pour permettre à des hommes plus pauvres de pouvoir devenir des candidats au Parlement. Des sanctions exemplaires sont appliquées pour ceux ne respectant pas cette loi, allant de lourdes amendes jusqu'à des peines d'emprisonnement. 
Bien que la loi n'élimine pas complètement la corruption du système électoral, elle renforce le Corrupt Practices Act 1854 et est renforcée dans certaines circonscriptions. 
Le Parliamentary Elections Corrupt Practices Act 1885 (en) précise qu'un employeur est légalement autorisé à accorder un congé payé à ses employés pour aller voter, tant que cette largesse bénéficie équitablement à tous les électeurs, et pas seulement à quelques-uns en fonction de leurs convictions politiques. 
La loi, à l'exception de la section 42, est révoquée par le Representation of the People Act 1949 (en) et le Election Commissioners Act 1949.